# 甲府市殺人放火事件
甲府市殺人放火事件（こうふしさつじんほうかじけん）は、2021年（令和3年）10月12日未明、山梨県甲府市蓬沢一丁目で発生した殺人・放火事件（少年犯罪）。甲府放火殺人、甲府夫婦放火殺人、甲府夫婦殺害、甲府市の夫婦殺害事件などと呼称される場合もある。
男E・Y（事件当時19歳）が会社役員のA1（当時55歳）宅に侵入し、住民3人を次々と殺傷して放火した。彼の動機は、かつて被害者の女性に交際を申し込み、断られたことへの逆恨みであった。犯人が未成年であった事や後述の少年法改正の時期と重なったこともあり、社会に大きな影響を与えた。
殺人や放火等の罪に問われたEは2022年（令和4年）4月8日、同年の少年法改正以降の「特定少年」として初めて起訴・実名報道された（後述）。さらに2024年（令和6年）1月に裁判員裁判で死刑判決を宣告され、翌月に控訴を取り下げたことで確定した。また「特定少年」の被告人に対する死刑求刑・判決は、確定も含めていずれも本事件が初である。

## 事件の経緯

### 背景
事件で死亡した被害者は、男性A1（事件当時55歳）とその妻である女性A2（同50歳）の夫婦2人である。A1・A2夫婦は、Eの後輩である長女A3（同17歳）と、事件でEに襲撃され負傷した次女A4（同14歳）の両親である。なお現場の住宅には一家とは別の姓の表札がかけられていたが、近隣住民によればこの民家にはかつてA2の両親（表札の姓）が住んでおり、事件の約20年前にA1夫婦がこの家（A2の実家）に引っ越してきたのだという。

### 犯人E
本事件の犯人E・Yは、山梨県中央市で出生。一人っ子で、母親とともに父親の実家で暮らしていたが、母親は義理の母との折り合いが悪く、3人で家を出て新居に移り住んでいた。Eが小学校2年生の頃、Eの実父が給湯器を窃盗して逮捕され、執行猶予判決を受けた。窃盗事件は近所に知れ渡り、Eは不登校となった。Eの母親によると、Eと親友だった子供の親が『EがニンテンドーDSのソフトを盗んだ』と怒鳴り込んできたことがあり、本人にも何度も問いただして家中探したがソフトは出てこなかったのだという。
Eは別の学校に越境通学し、そこで良好な人間関係を築き、家庭でも学校のことをよく話すようになった。一方、窃盗事件後に実父は近所に白い目で見られるのを負い目に感じており、収入も減少していった。ついには、夫婦間での会話がなくなり、離婚に至った。母親はパート先で出会った男性と結婚し、男性はEの養父となる。Eが小学6年の頃には異父妹が産まれ、4人暮らしとなった。しかし、養父は家庭内での態度が大きく、度々家庭内暴力を振るうこともあった。Eが家族で川遊びに出かけ、川の中で尻もちをついてしまった際、養父は笑って見ていて助けてくれず、「人を信用できない」と思ったのだという。次第にEは養父との関係が悪化し、家族からアパートの隣の部屋に一人で住むことを提案される。これにより、中学1年生から再び不登校に陥り、2年生のときには起立性調節障害との診断を受けている。そして2年生の夏には、養父が突然病死する。Eは3年生になってからは別室登校するようになった。
やがてEは甲府市内の定時制高校に通うようになる。Eは授業態度が真面目で学校を休むこともなく、教員からの評価も高かったものの性格は暗く、友達は少なかった。3年生になったあと生徒会選挙に立候補し、在学生の信任を得て生徒会長を務め、同校の後輩で生徒会役員を務めていたA3に好意を抱き交際を申し込むようになる。だが交際には至らず、諦めきれずにティファニーなどの高級品を家に送りつける、LINEなどで連絡を取るなどを繰り返すが、やがてLINEはブロックされ、「やっぱり付き合えない」という連絡を受け、そこでEはA3を逆恨みする。さらに同時期、母親に勝手に高校卒業後の進路を決められたことが引き金となって自暴自棄に陥り、A3の一家全員を殺害しようと決意。Eは本事件の数日前から当日にかけてホームセンター等で犯行に利用する刃物やライターオイル、ロープ、逃走用の非常食を購入した。

### 事件発生
2021年10月12日3時30分ごろ、Eは窓ガラスを割ってA1宅に侵入し（住居侵入罪）、1階で就寝していたA1・A2の胸などを鉈や果物ナイフで刺し、内臓まで達するほどの刺創を複数負わせて失血死させた（殺人罪）。
2階で就寝していた妹A4（A1・A2夫婦の次女）はEと両親の争う声を聞き、1階へ降りた。その際、EはA4を発見したため鉈で彼女の頭部を殴り、打撲による全治1週間の怪我を負わせた（殺人未遂罪）。
そしてEは証拠隠滅のために持参したガスボンベ9本の周辺にライターオイル3缶分を撒布した上で火をつけた。火災は出火から3時間半後に鎮火したがA1宅は全焼し、A1一家が飼っていた猫もEの放火に巻き込まれ死亡した（現住建造物等放火罪）。
襲撃後、A4は何者かに襲われた旨を2階に残るA3に伝えた。同日3時45分頃、A3・A4姉妹は裸足のまま2階ベランダから脱出し、自宅から約500 m先のコンビニエンスストアに助けを求めた。逃走中、A3は警察に110番通報した。
通報を受け、山梨県南甲府警察署の警官が現場へ駆けつけた。その際、Eは警官に発見され職務質問を受けたが、Eはそれを振り切って現場から逃走した。

## 捜査

### 出頭・逮捕
犯行後の同日19時ごろ、Eは自ら車を運転して山梨県身延町に位置する南部警察署下部警察官駐在所に出頭した。Eは駐在員が不在であることに気付いたため、管轄の警察署に「人を殺した」と電話をかけ、駐在所に到着した警察官に泣きながら事情を説明し、事情聴取を経た事件翌日の13日未明にA4への傷害容疑で逮捕された。なおEは犯行時に顔にやけどを負い、右手小指を骨折していたため、13日から14日午前にかけて入院した。退院後の14日14時ごろ、同県警はEを傷害容疑で甲府地方検察庁へ送致した。
11月2日、山梨県警は現住建造物等放火罪容疑でEを再逮捕し、同月22日にはA1・A2夫婦に対する殺人容疑でも再逮捕した。Eはいずれも容疑を認め「A3への好意が成就しなかったため家族全員を殺害しようと考えた」と供述した。

### 起訴まで
その後、甲府地検はEの刑事責任能力を調査するため、同年12月8日から約3ヶ月間にわたって鑑定留置を実施した。
2022年（令和4年）3月11日に甲府地検はA4への傷害容疑を殺人未遂容疑へと切り替えた旨を公表した。その上で先述の精神鑑定結果を踏まえて、同日付で「刑事処分相当」の意見書を付け、Eを殺人・現住建造物等放火など計4つの容疑で甲府家庭裁判所へ送致した。その後、Eは少年審判を経て、甲府家裁（田村政巳裁判長）から甲府地検へ逆送致された（同年4月4日付の決定）。

## 起訴・実名報道
2021年5月21日、民法の成人年齢が18歳に引き下げられることに伴い、罪を犯した18歳と19歳を「特定少年」と位置付け、厳罰化を推進する改正少年法が参院本会議（第204回国会）で可決され、その後成立し、施行された。本改正で新設された少年法第68条により、検察官に起訴された段階で、特定少年の氏名や年齢、顔写真等の個人情報の報道（推知報道）が許可されることとなった。
本改正が施行されたのは本事件発生から約半年後の2022年4月1日であった。そのため、少年法第61条の原則により、新聞各社は事件直後、Eを匿名で報道していたが、『週刊新潮』のみEを同週刊誌の2021年10月28日号にて顔写真付きで実名報道した。
『週刊新潮』は「犯行の計画性や結果の重大性に鑑み、容疑者が19歳の少年といえども実像に迫る報道を行うことが常識的に妥当と判断した」とコメントしているが、山梨県弁護士会や大阪弁護士会、第二東京弁護士会、日本弁護士連合会は起訴前の実名報道について「少年法第61条に抵触していることは明白であり、決して許容できない」等と批判している。
2022年4月8日、Eは殺人などの罪で甲府地方裁判所へ起訴された。Eは先述の少年法第68条に則り、甲府地検に特定少年として氏名を公表された。本事件は検察が特定少年を起訴し、その氏名を公表した初の事例である。
なお、Eの起訴を受けNHKや五大紙（読売・朝日・毎日・日経・産経）など大多数の報道機関がEの氏名を報じた。一方で、少年法の理念を尊重する『東京新聞（中日新聞社）』はEを匿名で報じた。『河北新報』は起訴後もEを匿名で報じていたが、第一審で死刑判決が宣告されたことを受け、判決内容の重大性と社会性の考慮を理由に実名報道に切り替えている。

## 刑事裁判

### 第一審・甲府地裁
2023年（令和5年）8月21日の公判前整理手続で、甲府地方裁判所は本事件の裁判員裁判の初公判期日を同年10月25日に指定した。同年10月11日、検察側と弁護側は次女A4への殺意が認められるか、犯行時Eに完全責任能力が有ったか、量刑の3項目を裁判の争点とすることを確認した。
甲府地方裁判所における事件番号は、「令和4年（わ）第97号」（住居侵入、殺人、殺人未遂、現住建造物等放火）。審理は甲府地裁刑事部（三上潤裁判長）が担当。公判は初公判から結審まで計21回にわたって開かれた。

#### 初公判
2023年10月25日に甲府地裁（三上潤裁判長）で第一審の初公判が開かれた。Eは上下黒のスーツに白のワイシャツを着用し、頭を丸刈りにして入廷した。Eは裁判長に名前や生年月日を尋ねられたが、無言で終始俯いていた。Eは罪状認否の際も同様であったため、弁護人が代わりにEがA1・A2夫婦を殺害したことや住宅への放火について認めた一方、A4への殺意を否定した。なお、個人情報の特定を防ぐため、被害者一家の実名などは伏せて審理されている。

#### 第2回公判以降
2023年10月26日の第2回公判で、夫婦の遺体の司法解剖を行った医師と本事件の捜査を指揮した警察官が検察の証人として出廷した。Eは夫婦の死因や遺体状況を説明されている際に涙を流した。そして、警察官は証言や状況証拠により、本事件にEが関与していると確信した経緯について語った。
10月27日の第3回公判で、検察はEが就寝中の夫婦を殺害した状況を裁判員に説明した。夫婦がEの執拗な攻撃に抵抗しながらも必死に警察に通報しようとしていたことが公判の中で明らかとなった。
10月30日の第4回公判で、事件現場の近所に住んでいる男性が証人として出廷した。男性は事件当日の状況を思い出しながら証言を続けた。
10月31日の第5回公判で、検察はEと遭遇した際の状況について、A4本人から聴取した内容を公開した。さらに、A4を診察した医師が証人として出廷し、額から頭頂部にかけて約5 cmの傷を確認したことなどを語った。
11月1日の第6回公判で、検察はEがA1宅を放火した状況や経緯について説明した。犯行に利用されたライターオイル3缶とガスボンベ9本は事件直前にEが購入したものであったことや、放火による爆発の威力がA1とA2の身体を吹き飛ばすほどのものだったことなどが判明した。
11月2日の第7回公判で、検察はA3やA4による110番通報、供述調書の内容を公開した。調書にはA3がEを拒絶する経緯やA4がEに襲撃された際の詳細、事件1ヶ月後のA4の心境等が記されていた。
11月8日の第8回公判では、A4への殺意の有無を調べるために医師が証人として出廷した。医師は、Eが頭蓋骨が陥没するほどの威力で鉈を振り下ろしたことを指摘した上で、打撲創の位置によっては一度の打撃でA4が死亡していたと語った。
11月9日の第9回公判で、検察はEが事件数日前から緻密な計画を練っていたことを明かした。
11月10日の第10回公判で、弁護側は不遇な生育環境がEの人格形成に影響を及ぼしたと指摘した。弁護人がEの実父や担任教諭による供述調書を朗読している際にEは涙を流していた。一方、検察側は出頭した際にEが所持していた手紙計6通を公開した。
11月13日の第11回公判における被告人質問は、Eが弁護士からの問いに応答しなかったため約5分で終了した。弁護側は、Eの母親の供述調書を朗読した。
11月14日の第12回公判における被告人質問で、Eは初公判から黙秘を貫いていた理由について社会復帰するつもりがないからと答えた。検察はEの事件直前までの心境を綴った供述を朗読した。
11月15日の第13回公判で、検察はEの供述調書を公開した。当初、EはA3を拉致して交際を拒否した理由やLINEのアカウントをブロックした理由等を聞き出し、A3に苦痛を与えるために強姦や拷問を行う予定であった。しかし、Eは校内で別生徒と親睦を深めるA3を発見した際に形容し難い怒りの感情が込み上げてきたため、生涯忘れられないようなトラウマをA3に植え付けるためにA3を除いた一家全員を標的とすることを決意した。 
11月16日の第14回公判で検察は、減刑を狙うため犯行直後に謝罪の念を意図的に伝えていた旨をその半年後にE本人が供述していたことを明らかにした。
NHKの報道によると、Eは留置されていた甲府刑務所内の拘置所で、この頃からNHKの記者への接見に応じたとされる。最初の接見でNHKの記者が接見に応じた理由を尋ねたところ、「まあ、特にあんまり理由はないです」と答えたとされる。また、裁判で初公判から一貫してほぼ黙秘を貫いている理由については、「死刑になるために、法廷ではあえて喋らず印象を悪くしている」と語ったという。
11月20日と翌21日の第15・16回公判で、Eの精神鑑定を実施した精神科医が検察側、臨床心理士が弁護側の証人としてそれぞれ出廷した。医師は、事件当時Eには精神的病気は認められず、尾行や犯行の計画を綿密に立てていることから一連の行動に精神障害は影響していないと証言した。一方で、臨床心理士は劣悪な生育環境や学校でのいじめによる不登校、望まない就職先の決定などで精神が疲弊している中でA3に交際を拒否されたことにより、Eの絶望感の増大に拍車が掛かったと判断している。
11月24日の第17回公判で、検察はEに対するA4の処罰感情が表現された調書を読み上げた。
11月27日の第18回公判で、検察はA3の事件に対する心境やEに対する処罰感情を示した供述調書を公開した。A3は家族を巻き込んでしまったという思いから自責の念に駆られている。
11月28日の第19回公判で、Eに対する被告人質問が再び行われた。Eは、母親からの暴言などに耐える生活の中で、A3から交際を断られたことが後押しとなって事件を起こした、と初めて積極的に自らの言葉で事件の動機を説明した。Eは検察官に被害者への謝罪の念を尋ねられたが、謝罪をするつもりはないと返答した。
これまで裁判で黙秘していたにもかかわらず、突然、堰を切ったようように話したことについて翌日のNHKの記者への取材に対して、Eは「つっかえたものが取れたというか、自分の考えを伝えられたので気持ちは楽になりました」と答えた。一方で「早く死刑になって楽になりたいです」とも答えた。
12月4日の第20回公判で、A3がビデオリンク方式で意見陳述を行なった。A3は家族を事件に巻き込んでしまったことに対する悲痛な胸中を吐露した。加えて、裁判でEが語った犯行動機に納得することができないと語り、謝罪がないことに対して「逃げている」と非難した。

#### 死刑求刑・結審
2023年12月11日に論告求刑公判が開かれ、被告人Eは検察官から死刑を求刑された。
検察側は、同日の論告で高度な計画性と実行力を指摘し、犯行時Eに完全責任能力があったと主張した。その上で、犯行態様の残虐性や反省の態度が欠如していることを挙げ、更生の可能性は乏しいと結論付けた。また量刑理由では「特定少年」に関しては適用される刑の重さの範囲は成人と同等であり、被害者2人の殺人事件でEと同じく犯行時18歳の少年に対し死刑が確定した事例（光市母子殺害事件・石巻3人殺傷事件）にも言及し、犯行時Eが19歳だったことのみでは死刑回避の理由にはならないと主張した。一方で弁護側は、犯行時Eは精神障害の影響で心神耗弱状態であったと主張し、死刑回避を求めた。最終意見陳述でEは「控訴はしません」と述べ、結審した。
死刑求刑に対してEは、NHKの記者への手紙の中で「求刑は望んでいたとおりになったのでよかったです」と記し、死刑を少なくとも求刑の時点では受け入れようとしていたことがうかがえる。

#### 死刑判決・確定
2024年（令和6年）1月18日に判決公判が開かれ、甲府地裁（三上潤裁判長）は求刑通り被告人Eを死刑とする判決を言い渡した。この判決は「特定少年」に対し宣告された初の死刑判決で、同地裁は判決理由で、殺害の計画性・A4に対する殺意の有無、Eの犯行時の責任能力の3点について、いずれも検察官の主張通り、Eは犯行前にA3以外の家族全員を殺害する計画を立てた上で、A4に対しても殺意を持って攻撃を加えた（殺人未遂罪が成立する）ものであり、また物事の善悪を弁別して行動する能力を著しく減退させるような精神障害はなく、事件当時は完全責任能力を有していたと認定した。その上で量刑理由では、強固な殺意に基づく執拗かつ残虐な犯行であること、Eに更生可能性が認められないことなどを挙げ、Eが犯行時19歳だった点を考慮しても極刑を回避することはできないと結論付けた。
甲府地裁で言い渡された死刑判決は、2017年8月にマニラ連続保険金殺人事件の被告人に対して言い渡された判決以来である。また最高裁が死刑適用基準（永山基準）を示した1983年以降では同日までに5事件（連続射殺事件、市川一家4人殺害事件、大阪・愛知・岐阜連続リンチ殺人事件、光市母子殺害事件、石巻3人殺傷事件）で7人の犯行時少年に対する死刑が確定しており、未成年への死刑判決は2010年に発生した石巻3人殺傷事件の犯人である少年死刑囚（2016年に死刑が確定）に言い渡されて以来となる。
判決後の1月27日にはTBSの『報道特集』で、Eの母親が取材に応じた。Eの弁護人は判決を不服として、同年2月1日付で東京高等裁判所へ控訴したが、Eは同日朝に接見したNHK記者に対し、仮に弁護人が控訴しても取り下げる意向を表明しており、同日中に控訴を自ら取り下げた。このため控訴期限が満了した翌2日0時をもって、Eの死刑が確定した。犯行時少年の死刑確定は2016年に石巻3人殺傷事件の犯人（事件当時18歳）に対する死刑が確定して以来で、1983年の「永山判決」以降では8人目である。また前述の通り「特定少年」に対する死刑確定は初である。
2025年（令和7年）現在、Eは死刑確定者（死刑囚）として東京拘置所に収監されている。